# Svart kvinna med barn
Svart kvinna med barn är en 1650-talsmålning skapad av den nederländska målaren Albert Eckhout. Den finns på  Nationalmuseet i Köpenhamn, Danmark.
Landskapet som är avbildat bakom kvinnan och barnet är förmodligen från hamnen i Mauritstad, nuvarande Recife som ligger i nordöstra Brasilien.